# Orectochilus zeravschanicus
Orectochilus zeravschanicus là một loài bọ cánh cứng trong họ van Gyrinidae. Loài này được Glasunow miêu tả khoa học năm 1893.